# Cool Me Down (singel Gromee’ego i Inny)
Cool Me Down – singel polskiego DJ-a i producenta muzycznego Gromee’ego i rumuńskiej piosenkarki Inny. Utwór pochodzi z pierwszego minialbumu Gromee’ego pt. Tiny Sparks. Singel został wydany 23 kwietnia 2021.
Kompozycja znalazła się na 2. miejscu listy AirPlay – Top, najczęściej odtwarzanych utworów w polskich rozgłośniach radiowych.
Nagranie otrzymało w Polsce status złotego singla, przekraczając liczbę 25 tysięcy sprzedanych kopii.

## Geneza utworu i historia wydania
Utwór napisali i skomponowali Moa Hammar, Cassandra Ströberg, Lewis Hughes, Nicholas Audino, Te Whiti Warbrick i Andrzej Gromala.
Singel ukazał się w formacie digital download 23 kwietnia 2021 w Polsce za pośrednictwem wytwórni płytowej Sony Music. Piosenka została umieszczona na pierwszym minialbumie Gromee’ego – Tiny Sparks. 
9 sierpnia 2021 opublikowano utwór w ramach sesji – Summer Live Sessions. 28 sierpnia piosenka została zaprezentowana podczas „Przeboju lata RMF FM i Polsatu”.

## „Cool Me Down” w stacjach radiowych
Nagranie było notowane na 2. miejscu w zestawieniu AirPlay – Top, najczęściej odtwarzanych utworów w polskich rozgłośniach radiowych i 12. pozycji w zestawieniu Rádio – Top 100 w Czechach.

## Teledysk
Do utworu powstał teledysk w reżyserii Macieja Zdrojewskiego, który udostępniono w dniu premiery singla za pośrednictwem serwisu YouTube.

## Lista utworów
- Digital download[2]

1. „Cool Me Down” – 2:43

- Digital download[9]

1. „Cool Me Down” (Extended Version) – 3:46
2. „Cool Me Down” – 2:43

## Notowania
| Kraj   | Lista (2021)                | Najwyższa pozycja |
| ------ | --------------------------- | ----------------- |
| Czechy | Rádio – Top 100             | 12                |
| Polska | AirPlay – Top               | 2                 |
| Polska | AirPlay – Nowości           | 1                 |
| WNP    | Tophit City & Country Radio | 147               |

| Kraj   | Lista (2021)  | Pozycja |
| ------ | ------------- | ------- |
| Polska | AirPlay – Top | 33      |

## Certyfikaty
| Kraj          | Certyfikat  | Sprzedaż |
| ------------- | ----------- | -------- |
| Polska (ZPAV) | złota płyta | 25 000+  |

## Wyróżnienia
| Rok  | Konkurs                  | Kategoria                   | Rezultat    |
| ---- | ------------------------ | --------------------------- | ----------- |
| 2021 | Gorąca 100               | 100 największych hitów 2021 | 70. miejsce |
| 2021 | Przebój roku RMF FM 2021 | Przebój roku                | 49. miejsce |